# Диджорджио, Стив
Стив ДиДжорджио (англ. Steve DiGiorgio; 7 ноября 1967) — американский музыкант и бас-гитарист, известный своей быстрой и техничной игрой. Часто пользуется безладовой бас-гитарой, что является редкостью в металлической музыке. Бывший участник следующих коллективов: Death, Autopsy, Control Denied, Testament, Vintersorg, Iced Earth, Sebastian Bach, Dragonlord, Charred Walls of the Damned, а также один из основателей трэш-метал-группы Sadus и джазовой группы Dark Hall. По состоянию на март 2025 года числится участником в группе Testament.

## Дискография
Sadus
- 1988 — Illusions
- 1990 — Swallowed in Black
- 1992 — A Vision of Misery
- 1997 — Chronicles of Chaos
- 1997 — Elements of Anger
- 2006 — Out for Blood

Death
- 1991 — Human
- 1993 — Individual Thought Patterns

Autopsy
- 1989 — Severed Survival
- 1991 — Fiend for Blood

Testament
- 1999 — The Gathering
- 2001 — First Strike Still Deadly
- 2016 — Brotherhood of the Snake
- 2020 — Titans of Creation

Vintersorg
- 2002 — Visions from the Spiral Generator
- 2004 — The Focusing Blur

Charred Walls of the Damned
- 2010 — Charred Walls of the Damned
- 2011 — Cold Winds on Timeless Days

Soen
- 2012 — Cognitive

В качестве гостя
- 1999 — Джеймс Мёрфи — Feeding the Machine
- 1999 — Control Denied — The Fragile Art of Existence
- 2001 — Iced Earth — Horror Show
- 2001 — Dragonlord — Rapture
- 2004 — Artension — Future World
- 2004 — Takayoshi Ohmura — Nowhere to Go
- 2004 — Quo Vadis — Defiant Imagination
- 2004 — PainMuseum — Metal for Life
- 2005 — Roadrunner United — The All-Star Session
- 2007 — Sebastian Bach — Angel Down
- 2008 — Faust — From Glory to Infinity
- 2022 — Megadeth — The Sick, the Dying… and the Dead!